# NO (Paul Vendel)
NO is een artistiek kunstwerk in Amsterdam-West.
Het kunstwerk werd geplaatst tijdens de bebouwing van de wijk Waterwijk op de plek van de verhuisde Gemeentewaterleidingen. Bij de inrichting (en verder bestaan) werd veel vergaderd om de wijk ingericht te krijgen naar de wensen van bewoners. Zij wensten een ecologisch verantwoorde inrichting, maar dat kon niet altijd. Kunstenaar Paul Vendel legde die organisatie vast in zijn kunstwerk NO. Het kunstwerk is zowel in- als uitpandig aangebracht in en aan een poortgebouw aan het Waterspiegelplein. Op het oog ziet het eruit als een koperen waterleidingnetwerk, deels uitpandig uitgebracht. Het leidingennet heeft een lengte van 1500 meter en wordt door de kunstenaar "spreekbuizen" en "een uit de hand gelopen communicatienetwerk" genoemd. Ze vormt de verbinding tussen een 34-tal hoofden van polyester (eveneens binnen en buiten). Anderen zien er in dat de hoofden in leven worden gehouden door de leidingen en weer anderen zien een overeenkomst met Stikstofmonoxide (chemische formulier NO), dat relatief eenvoudig omgezet kan worden in Distikstofmonoxide of te wel lachgas. 
Het kunstwerk kwam er in opdracht van de gemeente Amsterdam en Amsterdams Fonds voor de Kunsten. Het kunstwerk is rond 2018 gerestaureerd; het hing deels los.

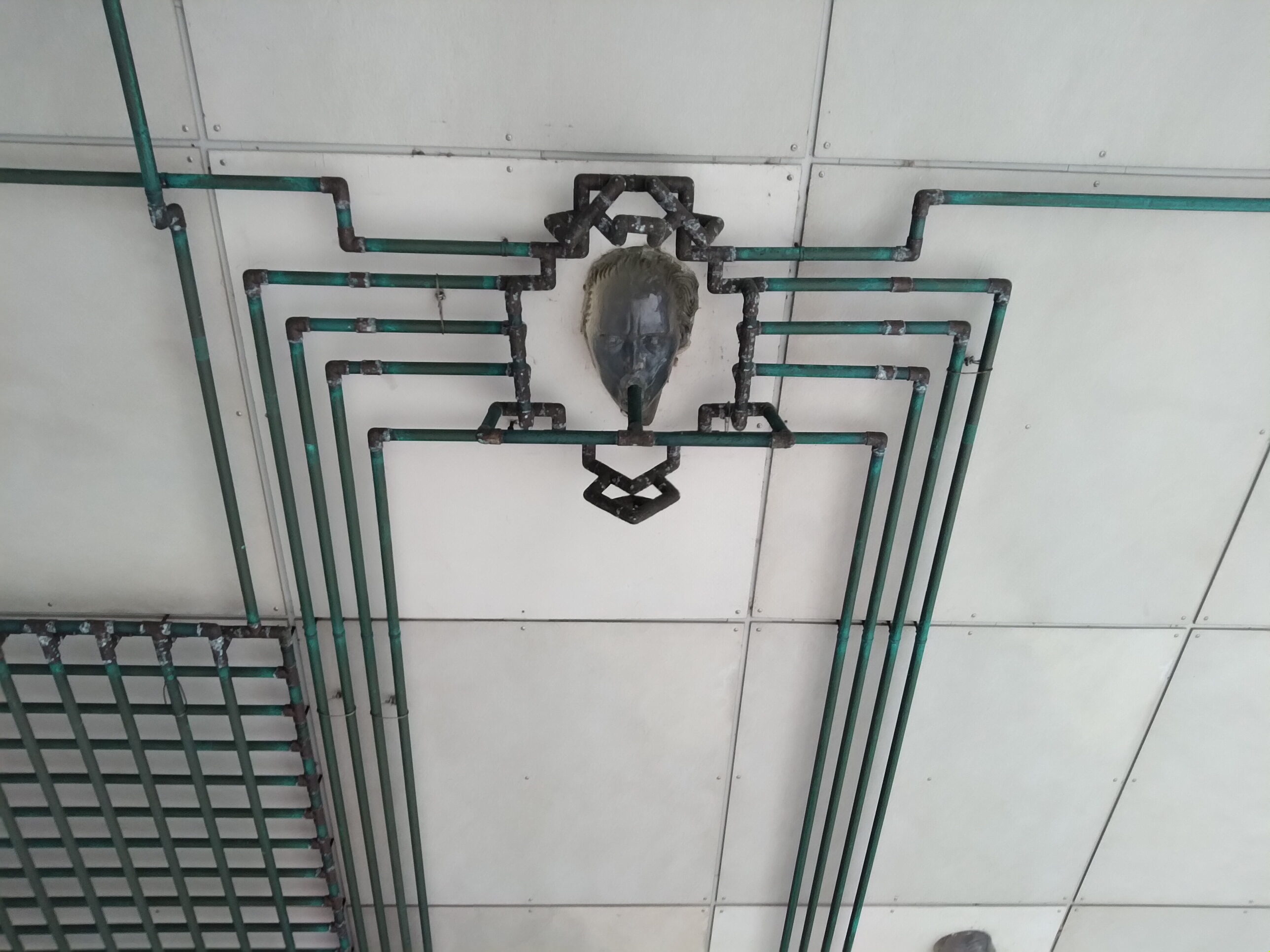
Detail van NO (oktober 2020)